# Frances Gertrude McGill
Pour les articles homonymes, voir McGill.
Frances Gertrude McGill (né le 18 novembre 1882 à Minnedosa et morte le 21 janvier 1959 à Winnipeg) est une médecin légale, criminologue, bactériologiste et allergologue canadienne. Surnommée « la Sherlock Holmes de la Saskatchewan » pour ses compétences déductives et sa renommée publique, McGill a influencé le développement de la médecine légale pour la police canadienne et a été reconnue internationalement pour son expertise dans le domaine.
Après avoir obtenu son diplôme de médecine à l'université du Manitoba en 1915, McGill a déménagé dans la Saskatchewan où elle a été embauchée d'abord comme bactériologiste provinciale, puis comme pathologiste provinciale. Elle a beaucoup travaillé avec la Gendarmerie royale du Canada (GRC) et les services de police locaux pendant plus de trente ans. Elle a ainsi joué un rôle déterminant dans l'établissement du premier laboratoire médico-légal de la GRC. Elle a dirigé le laboratoire de la GRC pendant trois ans et formé les nouvelles recrues de la GRC aux méthodes de détection médico-légale. Après avoir pris sa retraite en 1946, McGill a été nommée chirurgienne honoraire de la GRC par le ministre canadien de la Justice, devenant l'une des premières femmes officielles de la structure, et elle a continué à agir comme consultante auprès de la GRC jusqu'à sa mort en 1959.
Parallèlement à son travail pathologique, McGill exploitait un cabinet médical privé pour le diagnostic et le traitement des allergies. Elle était reconnue comme une spécialiste des tests d'allergie, et des médecins de toute la Saskatchewan lui ont envoyé des patients.
McGill est membre du Temple de la renommée des sciences et génie du Canada. Après sa mort, le lac McGill, dans le nord de la Saskatchewan, a été nommé en son honneur.